# Provincia de Arque
La provincia de Arque es una provincia boliviana que se encuentra en el departamento de Cochabamba y tiene como capital provincial a Arque. Tiene una superficie de 1.077 km² y una población de 20.850 habitantes (según el Censo INE 2012). Su plato típico es el chillijchi y de la misma manera sus empanadas de queso y dulce.

## Historia
La Cédula Real del 5 de agosto de 1783, al trasladar la capital de la intendencia de Santa Cruz de la Sierra a Cochabamba, creó la intendencia de Cochabamba, asignándo consigo una circunscripción territorial que abarcaba los partidos de Cliza, Mizque, Valle Grande, Santa Cruz, Sacaba, Arque, Tapacarí, Ayopaya y la región de Moxos.
Poco después de la independencia de Bolivia se estableció la primera organización territorial del país mediante ley de 23 de enero de 1826, que decretó que los departamentos se dividan en provincias, y éstas en cantones. Fue entonces que se creó la provincia de Arque, abarcando el territorio del antiguo partido de Arque.
El primero de octubre de 1908 la provincia de Arque se dividió en dos, dando paso a la creación de la provincia de Capinota, dividida en dos secciones municipales (actualmente denominado municipio) cuya capital se determinó fuese Villa Capinota. En tanto la provincia de Arque quedó establecida sobre el territorio los cantones de Colcha, Tacopaya, Quirquiavi y la Ventilla.
Desde entonces la provincia quedó unimunicipal por 30 años, es decir que era una provincia y un municipio a la vez. Sin embargo por ley del 30 de septiembre de 1941 se creó un segundo municipio (en ese entonces sección municipal), denominado Tacopaya con capital en la localidad homónima compuesta por los cantones de Tacopaya, Bolívar, Ventilla y La Comuna. Cabe recalcar que desde la aprobación de la nueva Constitución Política del Estado del 2009, los cantones no forman parte de la división territorial del país.

## Geografía
La provincia es una de las 16 provincias que componen el departamento de Cochabamba. Tiene una superficie de 1077 km², lo que representa un 1,94 % de la superficie total del departamento. Está ubicada entre los 17°48′ de latitud sur y los 66°23′ de longitud oeste del meridiano de Greenwich. Limita al norte con la provincia de Tapacarí, al noreste con la provincia de Quillacollo, al este con la provincia de Capinota, al sur con el departamento de Potosí y al oeste con la provincia de Bolívar y el departamento de Oruro.

## Municipios
La provincia de Arque está compuesta de 2 municipios, los cuales son:
- Arque
- Tacopaya

## Demografía
De acuerdo con el censo boliviano de 2024, la población de la provincia de Arque es de 21 184 habitantes.
La población de la provincia ha aumentado ligeramente en las últimas tres décadas.
| Población histórica de la provincia de Arque (1900-2022) | Población histórica de la provincia de Arque (1900-2022) | Población histórica de la provincia de Arque (1900-2022) | Población histórica de la provincia de Arque (1900-2022) | Población histórica de la provincia de Arque (1900-2022) |
| Año                                                      | Habitantes                                               | Crecimiento Intercensal                                  | Censo de Población                                       | Ref.                                                     |
| -------------------------------------------------------- | -------------------------------------------------------- | -------------------------------------------------------- | -------------------------------------------------------- | -------------------------------------------------------- |
| Siglo XX                                                 |                                                          |                                                          |                                                          |                                                          |
| 1900                                                     | 34 236                                                   | Sin cambios                                              | Censo boliviano de 1900                                  | [ 10 ]                                                   |
| 1950                                                     | 25 260                                                   | - 26,21 %                                                | Censo boliviano de 1950                                  | [ 11 ]                                                   |
| 1976                                                     | 29 134                                                   | + 15,33 %                                                | Censo boliviano de 1976                                  | [ 11 ]                                                   |
| 1992                                                     | 18 249                                                   | - 37,36 %                                                | Censo boliviano de 1992                                  | [ 11 ]                                                   |
| Siglo XXI                                                |                                                          |                                                          |                                                          |                                                          |
| 2001                                                     | 23 464                                                   | + 28,57 %                                                | Censo boliviano de 2001                                  | [ 11 ]                                                   |
| 2012                                                     | 20 850                                                   | - 11,14 %                                                | Censo boliviano de 2012                                  | [ 11 ]                                                   |
| 2024                                                     | 21 184                                                   |                                                          | Censo boliviano de 2024                                  | [ 9 ]                                                    |

| EVOLUCIÓN HISTÓRICA DE LA POBLACIÓN DE LA PROVINCIA DE ARQUE (Según los Censos Bolivianos y Proyección 2022) |
| --- |
| |